# スターマン (曲)
「スターマン」（Starman）は、1972年2月4日にレコーディングされたデヴィッド・ボウイの曲。

## 解説
1972年4月にシングルとしてリリースされた。RCAのデニス・カッツがこの曲のデモを聴いて気に入り、これは偉大なシングルになるだろうと信じ、デニス・カッツが強く勧めたため、この曲はアルバム『ジギー・スターダスト』に収録された。チャック・ベリーのカバー「Round and Round」がアルバム『ジギー・スターダスト』に収録される予定があったが、その代わりが「スターマン」となった。
歌詞は、地球の若者たちへ希望のメッセージを伝えるジギー・スターダストを描写する。ジギーはラジオから、宇宙の存在「スターマン」により救済されるというメッセージを伝える。物語は、ジギーを聴いている若者たちの1人の視点から語られる。
ボウイは1973年11月に『ローリング・ストーン』誌インタビューで、ジギー・スターダストの物語のダイナミズムを語っている。世界は、大いなる者たちの到来により終わりを迎える。大いなる者たちの正体はブラックホールである。一般的な考えでは、ジギーも地球外生命である。ボウイはインタビューで、ジギーとスターマンについて次のように伝える。
ボウイはさらに次のように伝える。

## 収録曲
1. スターマン (Bowie) – 4:16
2. サフラジェット・シティ (Bowie) – 3:25

## プロダクション・クレジット
- プロデューサー:
  - ケン・スコット
  - デヴィッド・ボウイ
- ミュージシャン:
  - デヴィッド・ボウイ: ヴォーカル、アコースティック・ギター
  - ミック・ロンソン: バッキング・ヴォーカル、アコースティック・ギター、ピアノ、リード・ギター、メロトロン、ストリング・アレンジメント
  - トレバー・ボルダー: ベース
  - ミック・ウッドマンジー: ドラムス

## カバー
デュラン・デュラン、レッド・ホット・チリ・ペッパーズ、布袋寅泰らがこの曲をカバーした。